# Jon-Persatjärnen
Jon-Persatjärnen är en sjö i Norsjö kommun i Västerbotten och ingår i Skellefteälvens huvudavrinningsområde.